# Jack Ketch
John Ketch, generalmente conocido como Jack Ketch (alrededor de 1630-1686), fue un verdugo al servicio del rey Carlos II de Inglaterra y que fue conocido por su extrema crueldad y sadismo. Estudiosos de la criminología consideran a Ketch como uno de los primeros asesinos en serie de la historia.

## Biografía
Poco se sabe de los primeros años de Richard Jacquet, conocido como John (Jack) Ketch. Las primeras noticias que se tienen de él datan de 1663. Por aquel entonces, John se ofrece como verdugo de alquiler en ajusticiamientos en pueblos. Poco a poco, toda Inglaterra comienza a conocer los métodos sanguinarios con los que John Ketch hacía sus trabajos. Además, Jacquet hacía de las ejecuciones un auténtico espectáculo y las multitudes se acercaban a ver el modus operandi del asesino. De hecho, en 1679, Ketch llegó a la cúspide de su gloria al ajusticiar personalmente y sin ayuda 30 hombres condenados por traición.
En 1683, llega una de las "anécdotas" más conocidas del verdugo. Jacquet fue el encargado de ejectuar a Lord Russell en Lincoln's Inn Fields el 21 de julio de ese año. El noble fue condenado por urdir un plan para secuestrar al rey Carlos II. Sabedor del destino que le esperaba, Lord Russell entregó diez guineas a Jacquet para que cumpliera con su obligación de una manera limpia y que no le provocara sufrimiento. Pero en el momento del ajusticiamiento y debido al mal estado de las armas que utilizaba Ketch, necesitó hasta tres hachazos para separar la cabeza del cuerpo del noble. 
El 15 de julio de 1685, Ketch tuvo otro encargo en parecidas circunstancias. En esta ocasión se trataba de James Scott, duque de Monmouth y ofreció seis guineas al verdugo para obtener un ajusticiamiento sin sufrimiento. Pero esta vez, el sacrificio fue aún peor. Ketch necesitó cinco golpes de hacha para rematar al reo para finalmente utilizar su cuchillo para separar la cabeza del cuerpo.
En 1686, Ketch ingresó en la prisión de Bridewell por impago de deudas. Cuando salió, mató a una prostituta, lo que le valió la pena de muerte en noviembre de ese mismo año en la horca.

## Legado
- Popularmente en Gran Bretaña, el término «Jack Ketch» es usado como sinónimo de muerte o, en algunos casos, del propio Satán, y también como abreviatura de los ahorcados.
- En el folklore británico, Jack Ketch es un personaje de terror conocido como «Hanging Jack» o «Mister Graball».
- En la obra de ciencia ficción de Stanley G. Weinbaum Parasite Planet (1935), Jack Keith es un árbol que estrangula a sus víctimas con sus ramas.
- En la novela de Neal Asher Brass Man, Jack Keith es una nave espacial controlada por un robot, llamado Jack Ketch.
- En la serie de cómics de Vertigo llamada Fables, Jack Ketch es un verdugo de Fabletown.
- En la serie de cómics de Alan Moore Miracle Man, Jack Ketch es un verdugo que aparece en un sueño de uno de los protagonistas.
- El volumen 4 del manga Leviathan presenta una historia en la que un villano utiliza un libro mágico para invocar los espíritus de los más terroríficos asesinos de la historia, siendo uno de ellos Jack Ketch.
- Jack Ketch es uno de los antihéroes de la tradicional historia de marionetas Punch and Judy.
- La banda de deathcore rusa One More Victim tiene una canción llamada «Jack Ketch».